# Dracocephalum spinulosum
Dracocephalum spinulosum là một loài thực vật có hoa trong họ Hoa môi. Loài này được Popov mô tả khoa học đầu tiên năm 1925.